# ذخیره‌گاه طبیعی بولون
ذخیره‌گاه طبیعی بولون (انگلیسی: Bolon Nature Reserve) یک پارک و ذخیره‌گاه طبیعی در سرزمین خاباروفسک کشور روسیه است.